# Litz
Litz – miejscowość i gmina we Francji, w regionie Hauts-de-France, w departamencie Oise.
Według danych na rok 1990 gminę zamieszkiwało 320 osób, a gęstość zaludnienia wynosiła 33 osoby/km² (wśród 2293 gmin Pikardii Litz plasuje się na 680. miejscu pod względem liczby ludności, natomiast pod względem powierzchni na miejscu 474.).